# تپه گرگر
تپه گرگر (کول تپه گرگر)مربوط به هزاره پنجم قبل از میلاد تا دوران‌های تاریخی پس از اسلام است و در شهر هادیشهر امروزی (در اصل در شهر تاریخی گرگر) واقع شده‌است. این اثر، که در واقع مرکز تمدن کور-ارس در زمان‌های قدیم است، در تاریخ ۱ فروردین ۱۳۴۷ با شمارهٔ ثبت ۷۸۷ به‌عنوان یکی از آثار ملی ایران به ثبت رسیده‌است.

## مقدمه
کول تپه در زبان ترکی به معنی تپهٔ خاکستر است و به مکانی گفته می‌شود که از انباشت خاکستر آتشکده‌ها به وجود آمده‌است.
محوطهٔ کول تپهٔ گرگر با ارتفاع ۹۶۷ متر از سطح دریا تپه ای است به وسعت تقریبی ۶ هکتار و به ارتفاع ۱۹ متر از سطح زمین‌های اطراف که در میان باغ‌ها و مزارع کشاورزی هادیشهر واقع شده‌است.
این محوطه جزو محوطه‌های شاخص شمال‌غرب ایران است که به‌طور متوالی دارای آثار و لایه‌های فرهنگی از دورهٔ مس و سنگ جدید و مفرغ قدیم است که بررسی وضعیت فرهنگی دورهٔ مس و سنگ جدید منطقه و به دنبال آن چگونگی مرحلهٔ انتقالی یا گذار و شکل‌گیری مراحل II, I و III تمدن کورا–آراکس را امکان‌پذیر ساخت. با کاوش‌های انجام‌شده در کول تپه، وضعیت منطقه در عصر مفرغ میانی، جدید و نیز عصر آهن III، اورارتویی و هخامنشی مشخص شد.
شباهت‌های فرامنطقه‌ای بین آثار مس و سنگ جدید کول تپه و مناطق همجوار مانند شرق آناتولی و شمال بین‌النهرین وجود دارد.

## آثار یافت شده
در طی فصل دوم کاوش، آثار بسیار ارزشمندی، اعم از ۱۵ مرحله معماری از دورة مفرغ قدیم همراه طیف وسیعی از سفالهای این دوره و سایر اشیاء ویژه چون پیکرک‌های حیوانی شاخص، اشیاء مفرغی و… از کاوش ترانشه‌های I و IV به دست آمد.

### مهر استامپی
در فصل اول کاوش و در لایه‌های مفرغ قدیم محوطه یک مهر استامپی از نوع گل پخته به دست آمد. این مهر استامپی دارای نقش کندهٔ هندسی و از نظر شکل کاملاً شبیه به سردوک است. جنس آن از گل پخته‌است و در تمپر آن از شن نرم به عنوان ماده چسباننده استفاده شده‌است. اشکال هندسی به صورت کاملاً قرینه بر آن حک شده که تنها در یک بخش آن این قرینه رعایت نشده‌است. قطر این مهر ۲.۴ و ارتفاع آن ۱.۵ سانتی‌متر است. در پشت این مهر (دقیقاً در مرکز آن) خط صافی کنده شده که کارایی آن نامعلوم است.

### مهر استوانه ای
شاخص‌ترین اثر یافت شده از فصل دوم کاوش، عبارت‌بود از مهر استوانهای که برای نخستین بار از فرهنگ کورا- ارس در این منطقه یافت شد.
این مهر در نوع خود به عنوان اولین و قدیمی‌ترین مهر استوانه‌ای است که از فرهنگ کورا–ارس به دست آمده‌است. مهمترین ویژگی این مهر استوانه‌ای نقش کنده‌ای است که در سطح این مهر ایجاد شده‌است. در قسمت مرکزی این مهر مهم‌ترین طرح ایجاد شده یعنی مارپیچ‌های مدور به عنوان نماد فرهنگ کورا–ارس خودنمایی می‌کند که در نوع خود جالب توجه است چرا که این طرح دقیقاً بر لبه یک ظرف این نیز دوره قابل مشاهده است. موتیف شاخص آن به شکل شاخ‌های مارپیچ است که در محوطه‌های زیادی از این فرهنگ دیده شده‌است که فرم این تزیین به شکل شاخ قوچ یا چشم‌های جغد یا انسانی را به نمایش می‌گذارد. این طرح شاخص‌ترین طرح فرهنگ کورا–ارس است. نمونه‌های مختلفی از این طرح از سفال‌های محوطه‌های قفقاز، آناتولی و شمال‌غرب ایران گزارش شده‌است که می‌توان به نمونه کیکتی گرجستان، کول تپه نخجوان، کاراز ترکیه، کول تپه گرگر، یانیق تپه و گوی تپه اشاره کرد که شباهت بسیار نزدیکی به هم دارند.